# 基督公學
基督公學（Christ's Hospital），簡稱CH，又稱作The Blue Coat School（藍袍學校），是英國的一所著名傳統的公學，由英皇愛德華六世創辦於1552年。學校原校創立於倫敦，並於1902年搬遷到西薩塞克斯郡霍舍姆（Horsham）以南的郊外。
1552年，愛德華六世創立了基督公學，最早為倫敦無家可歸貧窮學生提供免费教育，到17世纪學校逐漸成為一所名校。
基督公學招收年齡在11至18歲之間的男女生，目前大約有800名學生就讀，九成以上為寄宿生
與許多歷史悠久的學校一樣，基督公學以其培育的優秀學生、古老的傳統和非常特别的校服而聞名。基督公學的藍袍校服（Blue Coat）是世界上最早出現的校服之一，直到今天仍為學生每天穿著的校服。校服設計自創校以來改動不大。其他古老的傳統還包括了每年聖馬太日（St. Matthew Day）（九月第三個週末）學生會到倫敦參加崇拜及步操到倫敦市Guild Hall拜會倫敦市市長 （Lord Mayor)，著名的銀樂隊和各种特別的用语，如稱身為風紀的學生為Button Grecian，舊生稱為Old Blue，校服又稱為Housey。另一個特殊的傳統是校歌，基督公學其中一首的校歌是以拉丁文寫的，學生每年都會在Speech Day詠唱。

## 歷史

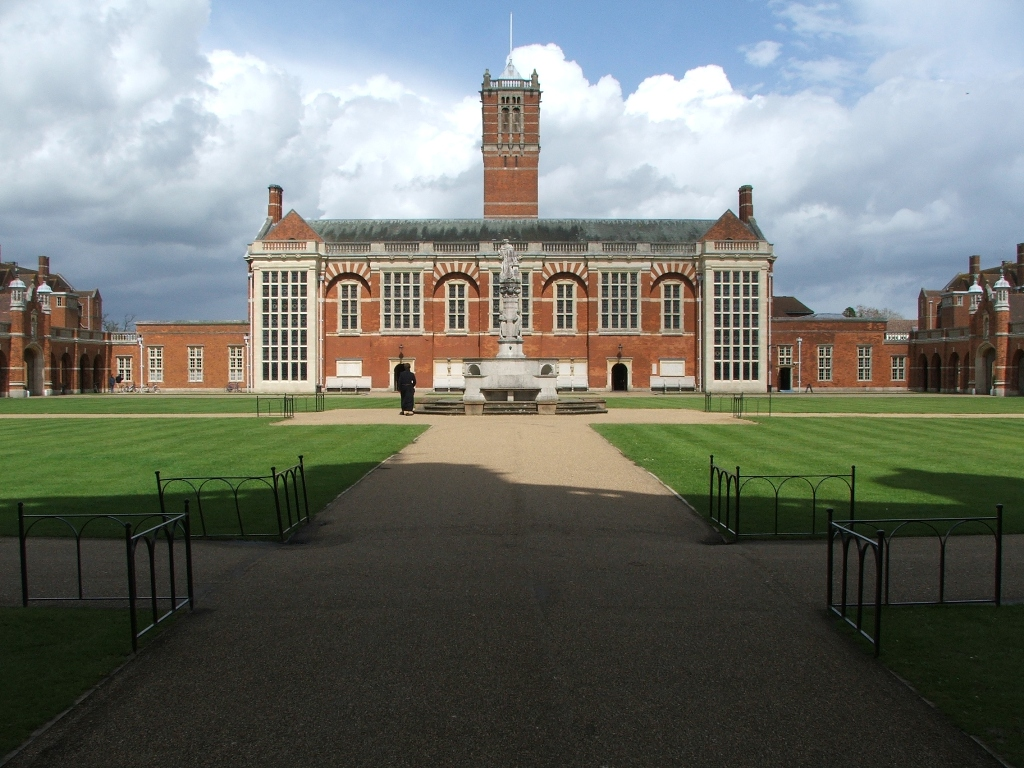
由基督公學的庭園(The Quad)望向食堂(Dinning Hall)

基督公學創立於一五五二年，創辦人為英王愛德華六世

## 校服
基督公學以古老傳統和非常特別的校服而聞名。基督公學的校服一般分為兩種，普通學生的Blue Coat和Grecian學生的Button Coat。基督公學的校服為一件長身的深藍色大褸，恤衫，領巾，長至膝蓋的黑色馬褲，黃色長襪和皮鞋。學生毋須自費校服，所有校服由學校借出，學生須於畢業時歸還。和一般Blue Coat不同的Button Coat，胸前有一排14粒大的銀色鈕扣，為代表最高級別的優秀學生的校服，學生分別是學校領袖生（Monitor）和學業成績優秀的13年級學生（Academic Button Grecians）。通過這些日常服飾上的變化，讓學生為自己的學業努力學習，並感受到成果。學生在課餘時間，一般可以穿着便服。

## 年級名稱
基督公學對不同年級的學生有自己獨特的一套傳統叫法。

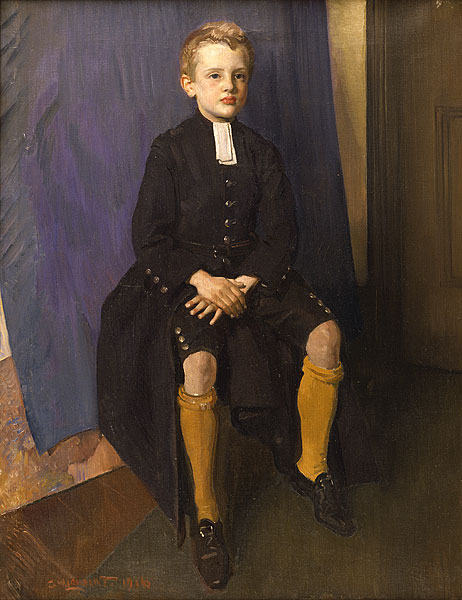
英國著名作曲家Constant Lambert在基督公學就讀時，身穿傳統Blue Coat校服的油畫

| 學校叫法               | 英國年級       |
| ---------------------- | -------------- |
| Second Form (2nd)      | 第七班(中一)   |
| Third Form (3rd)       | 第八班(中二)   |
| Little Erasmus (LE)    | 第九班(中三)   |
| Upper Fourth (UF)      | 第十班(中四)   |
| Great Erasmus (GE)     | 第十一班(中五) |
| Deputy Grecians (Deps) | 第十二班(中六) |
| Grecians               | 第十三班(中七) |

## 外部連結
- 基督公學網站 （页面存档备份，存于）